# Nati nel 1269
| Questa pagina contiene informazioni ricavate automaticamente dalle voci biografiche con l'ausilio del template Bio e di un bot. L'aggiornamento è periodico e automatico e ricostruisce completamente la pagina. Se manca una persona in questa lista, sei pregato di non aggiungerla, ma accertati piuttosto che la sua voce biografica contenga il template Bio e che i dati anagrafici siano correttamente compilati. Se il template Bio manca, inseriscilo tu stesso o, in alternativa, metti l'avviso {{tmp\|Bio}} che ne segnala la mancanza. Se i dati riportati sono sbagliati, correggi direttamente la voce biografica; le modifiche saranno visibili in questa lista entro pochi giorni. Per chiarimenti vedi il progetto biografie. La lista contiene solo le 11 persone che sono citate nell'enciclopedia e per le quali è stato implementato correttamente il template Bio. Pagina aggiornata al 13 gen 2025. |

- 9 febbraio - Ludovico III, Duca di Baviera, nobile tedesco († 1296)
- 13 febbraio - Negru Vodă, principe romeno († 1300)
- Alberto da Padova, teologo italiano († 1328)
- Alessandro da Sant'Elpidio, teologo, scrittore e vescovo cattolico italiano († 1328)
- Yaakov ben Asher, religioso e teologo tedesco († 1343)
- Cecco d'Ascoli, poeta, medico e insegnante italiano († 1327)
- Federico Tuta, nobile tedesco († 1291)
- Filippo d'Artois, nobile francese († 1298)
- Huang Gongwang, pittore cinese († 1354)
- Mu'izz al-Din Kayqubad, sultano († 1290)
- Richilda Ramberti, nobile italiana († 1319)